# Luciana Cláudia Neves Melo
Luciana Cláudia Neves Melo (1980) es una bióloga, pteridóloga, botánica, taxónoma, curadora, anatomista vegetal, y profesora brasileña.

## Biografía
En 2001, obtuvo una licenciatura en ciencias biológicas por la Universidad Federal de Minas Gerais; la maestría en botánica tropical (área de concentración taxonomía vegetal) supervisada por el Dr. Alexandre Salino (1965), y defendiendo la tesis: Diversidade de Pteridófitas em Fragmentos Florestais da Região Sul de Minas Gerais, Brasil por la misma casa de altos estudios, en 2003. Y el doctorado en el Programa de Posgrado en Biología Vegetal de la Universidad Federal de Minas Gerais, y trabajando en el proyecto de revisión taxonómica del genus Elaphoglossum Schott ex J.Sm. (Dryopteridaceae) para el Estado de Minas Gerais, Brasil) en un enfoque filogenético; también participó en el inventario de helechos y licófitas en el área entendida como Centro de endemismo Belém en el Proyecto de Pérdida de biodiversidad en los centros de endemismo del Arco de Deforestación.
En la actualidad es consultora de la Empresa Hiam de Consultoría en Recursos Hídricos y Ambiente. Tiene experiencia en botánica, con énfasis en la evaluación de impacto ambiental, que actúa sobre los siguientes temas: Brasil, Pará, diversidad, floresta y belo monte amazónico.
De 2006 a 2011, desarrolló actividades científicas y académicas en la Universidad Federal de Minas Gerais.

## Algunas publicaciones
- MELO, L. C. N.; SALINO, A. 2007. Pteridófitas em Fragmentos Florestais da APA Fernão Dias, Minas Gerais. Rodriguesia 1: 207-220

- MELO, L. C. N.; SALINO, A. 2002. Pteridófitas de duas áreas de floresta da bacia do Rio Doce no Estado de Minas Gerais, Brasil. Lundiana (UFMG) 3: 129-139

- SALINO, A.; MELO, L. C. N. 2000. A New Species of the Fern Genus Thelypteris (Thelypteridaceae) from Southeastern Brazil. Novon (Saint Louis), Estados Unidos da América 10: 74-77

### Capítulos de libros publicados
- SALINO, A.; ALMEIDA, T. E.; MELO, L. C. N. 2009. Dryopteridaceae. In: Stehmann, J.R.; Forzza, R.C.; Salino, A.; Sobral, M.; Costa, D.P. & Kamino, L.H.Y. (orgs.) Plantas da Floresta Atlântica. Río de Janeiro: Jardim Botânico do Rio de Janeiro, p. 88-91.

### En Congresos
- MELO, L. C. N.; SALINO, A. 2009. Elaphoglossum Schott. ex J.Sm. (Dryopteridaceae) do Sudeste do Brasil: Espécies de escamas subuladas sem hidatódios. In: Resumo 60.º Congresso Nacional de Botânica, 2009, Feira de Santana. Feira de Santana
- MELO, L. C. N.; SALINO, A. 2001.  Similaridade Florística de Pteridófitas entre duas Florestas da Bacia do Rio Doce, MG e outras Formações Florestais do Brasil. In: Resumos 52.º Congresso Nacional de Botânica, João Pessoa: Sociedade Botânica do Brasil, v. 1. p. 290

En Resumos 50.º Congresso Nacional de Botânica, 1999, Blumenau, Sociedade Botânica do Brasil, v. 1
- MELO, L. C. N.; SALINO, A. 1999. Levantamento das Pteridófitas de Duas Áreas de Floresta de Mata Atlântica do Estado de Minas Gerais, p. 92
- MELO, L. C. N.; SALINO, A. 1999. Duas Espécies Novas e Quatro Novas Combinações em Thelypteris subgênero Goniopteris (Thelypteridaceae - Polypodiopsida), p. 95

- MELO, L. C. N. ; SALINO, A. 1998. Pteridófitas do Parque Estadual do rio Doce, Minas Gerais. In: Resumos 49.º Congresso Nacional de Botânica, Salvador: Sociedade Botânica do Brasil, v. 1. p. 141

En Resumos XIX Encontro Regional de Botânicos - ERBOT, Belo Horizonte, v. 1
- MELO, L. C. N.; SALINO, A. 1997. Flora Pteridofítica do Parque Estadual do Rio Doce, Minas Gerais.
- MELO, L. C. N.; SALINO, A. . Flora Pteridofítica do Parque Estadual do Rio Doce, Minas Gerais, Brasil

## Revisiones de ediciones
- 2009 - actual. Periódico: Revista de Biología Neotropical

### Membresías
- de la Sociedad Botánica del Brasil.[6]

- Portal:Biografías. Contenido relacionado con Botánica.
- Portal:Biología. Contenido relacionado con Taxonomía.
- La abreviatura «L.C.N.Melo» se emplea para indicar a Luciana Cláudia Neves Melo como autoridad en la descripción y clasificación científica de los vegetales.[7]